# Servaç
Servaç (en francès Servas) és un municipi francès situat al departament del Gard i a la regió d'Occitània.